# قوات حطين
قوات حطين هي إحدى الألوية الثلاثة لجيش التحرير الفلسطيني في سورية ، تشكل عام 1968 وشارك في الدفاع عن سورية إبان حرب 1967 ، وفي حرب أكتوبر 1973 ، وقام بأعمال بطولية إبانها.